# الإسلام في غينيا

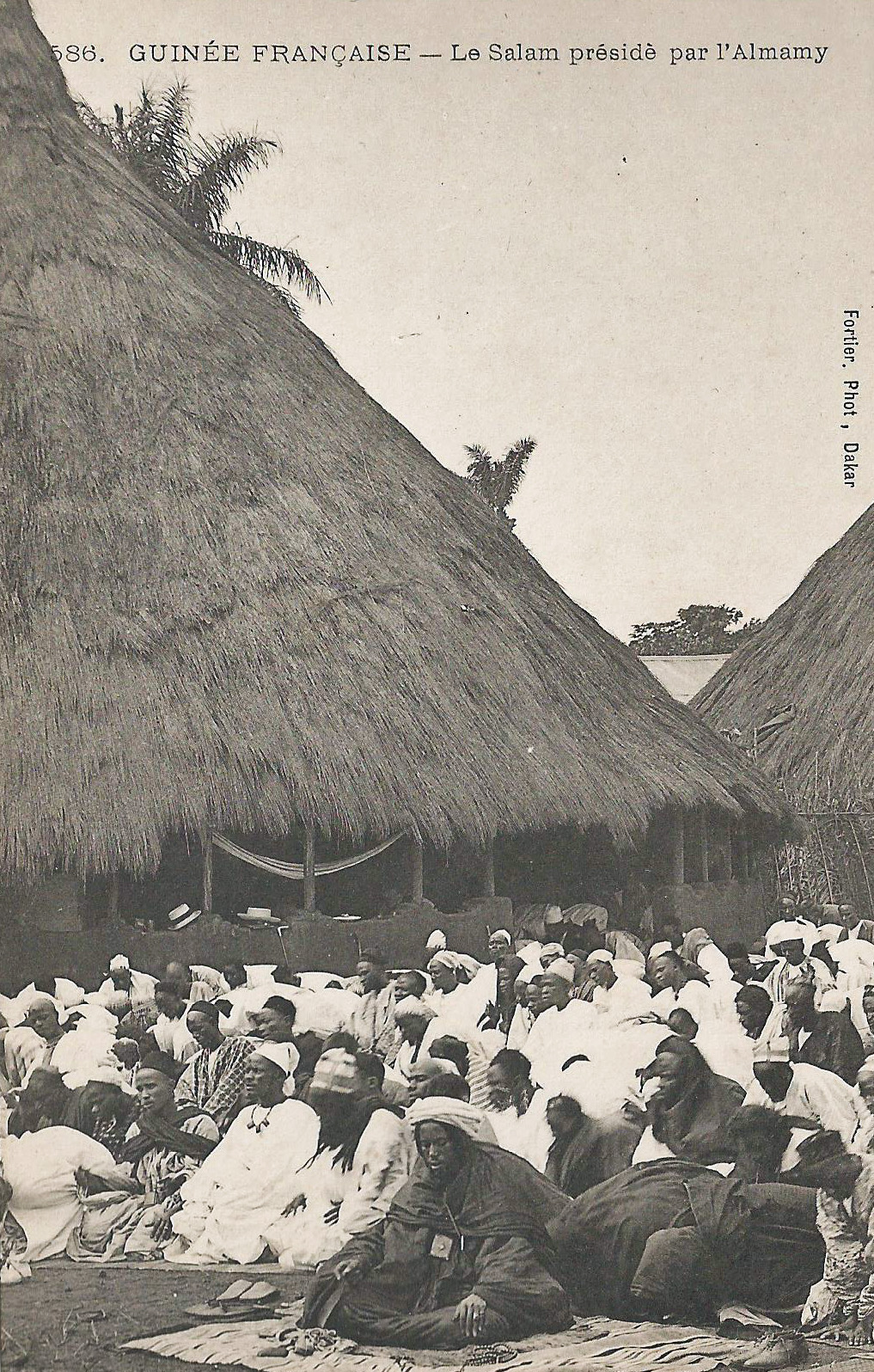
مجموعة من المسلمين الغينيين. نهاية القرن العشرين.

الإسلام هو الدين الرئيسي في غينيا يعتنقه ما يقدر بنحو 90٪ من السكان اعتبارًا من عام 2022. معظمهم من السنة الذين يتبعون المذهب المالكي وبعض الطرق الصوفية القادرية والتجانية.

## التاريخ
لم يكن سوندياتا كيتا (1217 - 1255)، مؤسس إمبراطورية مالي (التي شملت جزءًا من غينيا الحالية بالإضافة إلى دول حديثة أخرى) مسلمًا ولكن بحلول عام 1300، كان خلفاؤه مسلمين. جعل الحاكم العاشر للإمبراطورية منسا موسى (حوالي 1280 - 1337) الإسلام دين الدولة.
كانت فوتاجلون، وهي منطقة مرتفعات في غينيا، معقلًا للإسلام منذ أواخر القرن السابع عشر. تأسست إمامة فوتا جالون وهي دولة دينية إسلامية في حوالي عام 1725.
في نهاية المطاف، أصبحت منطقة غينيا الحالية تحت الحكم الاستعماري، أنشئت غينيا الفرنسية في عام 1891، لكن هذا لم يكن له تأثير يذكر على انتشار الدين. في القرن العشرين، دخلت الجماعة الأحمدية إلى البلاد من باكستان.
بعد استقلال غينيا عن فرنسا عام 1958 سعى أحمد سيكو توري، رئيسها الماركسي الأول، إلى الحد من نفوذ الإسلام ولكن مع تراجع شعبيته في السبعينيات عمل على استمالة المؤسسات الإسلامية لإضفاء الشرعية على حكمه. بنى توري المسجد الكبير في العاصمة كوناكري بتمويل من الملك فهد السعودي. افتتح المسجد عام 1982، وهو أكبر مسجد في غرب إفريقيا، بقاعة داخلية تتسع لعشرة آلاف مصلي.

## التعليم
لا يشمل منهج التعليم الإلزامي الدراسات الدينية، ولكن هناك العديد من المدارس الإسلامية في جميع أنحاء البلاد، لا سيما في فوتاجلون. بعض المدارس الدينية مدعومة ماليًا من المملكة العربية السعودية والكويت ودول الخليج الأخرى.